# U-3524
U-3524 – niemiecki okręt podwodny (U-Boot) typu XXI z okresu II wojny światowej. Okręt wszedł do służby w 1945 roku.

## Historia
Zamówienie na budowę okrętu zostało złożone w stoczni F.Schichau GmbH w Gdańsku. Rozpoczęcie budowy okrętu miało miejsce 8 października 1944. Wodowanie nastąpiło 14 grudnia 1944, przekazanie do służby 26 stycznia 1945. Dowódcą U-3524 został Korvettenkapitän (komandor podporucznik) Hans Ludwig Witt.
Okręt odbywał szkolenie w  5. Flotylli w Kilonii.
Zatopiony przez własną załogę 5 maja 1945 w zatoce Gelting w ramach operacji Regenbogen. Po wojnie wrak okrętu podniesiono i złomowano.